# West Burlington
West Burlington é uma cidade localizada no estado americano de Iowa, no Condado de Des Moines.

## Demografia
Segundo o censo americano de 2000, a sua população era de 3161 habitantes.
Em 2006, foi estimada uma população de 3342, um aumento de 181 (5.7%).

## Geografia
De acordo com o United States Census Bureau tem uma área de
13,0 km², dos quais 13,0 km² cobertos por terra e 0,0 km² cobertos por água. West Burlington localiza-se a aproximadamente 216 m acima do nível do mar.

## Localidades na vizinhança
O diagrama seguinte representa as localidades num raio de 20 km ao redor de West Burlington.